# SMS - 3 giorni e 6 morto
SMS - 3 giorni e 6 morto (In 3 Tagen bist du tot) è un film del 2006 diretto da Andreas Prochaska. Nel 2008 è uscito il seguito In 3 Tagen bist du tot 2, sempre diretto da Andreas Prochaska.

## Trama
Martin, Nina, Mona, Clemens e Alex sono cinque studenti liceali che hanno appena superato l'esame di maturità. Mentre tornano a casa, ognuno di loro riceve un messaggio che recita In tre giorni sarai morto. Lo ignorano e in seguito partecipano alla festa di fine anno scolastico: Nina è preoccupata per Martin che si era recato in bagno e non era tornato, per cui lo raggiunge, ma trova solo il suo cellulare. Insieme agli altri amici, dopo aver saputo dell'SMS, si recano dalla polizia che inizialmente non li crede e considera il messaggio come uno scherzo, ricordando anche che la denuncia di scomparsa poteva essere effettuata dopo 24 ore. Martin in realtà è stato rapito da una persona misteriosa che lo ha legato, imbavagliato e successivamente buttato nel lago con un peso sui piedi, provocando l'annegamento.
Il giorno dopo i quattro amici sono in riva al lago, e mentre parlano vedono riemergere il corpo di Martin. Dell'omicidio viene sospettato Patrick, uno studente del loro liceo che voleva far parte del gruppo, ma che in passato veniva preso in giro e quindi voleva solo vendicarsi, ma viene rilasciato per mancanza di prove.
La sera Nina, mentre si prende cura del suo gatto, viene rapita e portata all'interno di un locale, dove però viene liberata da Patrick che la aiuta a fuggire, ma purtroppo rimane ucciso. Nina, raggiunta la strada, viene investita da una macchina della polizia; tuttavia, raggiunto l'ospedale, riesce a sopravvivere. Nel frattempo Clemens e Alex si trovano nell'albergo di quest'ultima: Clemens va a prendere da bere da portare in camera, ma fa cadere una bottiglia sul pavimento; Alex prende qualcosa per pulire al piano terra, ma viene decapitata con il bordo dell'acquario dalla persona misteriosa.
Nina, parlando alla polizia, sembra aver identificato questa persona che assomiglia al padre di Fabian Haas, un bambino morto annegato nel lago ghiacciato diversi anni prima sotto la vista dei cinque amici che non hanno fatto nulla, tuttavia il padre si è impiccato successivamente, per cui non poteva essere accusato; era rimasta solo la madre, che però aveva lasciato l'abitazione tempo dopo. Per motivi di sicurezza, i tre amici vengono messi sotto sorveglianza, ma comunque Nina vuole indagare su quella abitazione e coinvolge Mona e Clemens, introducendosi prima dell'alba; la sorella di Nina, che avrebbe dovuto avvertire la polizia se non fossero tornati per le 8, li segue di nascosto con la bicicletta, ma viene imbavagliata dall'assassino. I tre trovano nella casa un altare con le foto di Fabian e dei barattoli con le teste di padre e figlio; subito dopo sentono gridare la sorella e la raggiungono, mentre nella stanza entra una donna, la signora Haas, madre di Fabian, ovvero l'assassina di Martin, Alex e Patrick. Clemens le punta la pistola, ma lei lo accoltella al petto e stordisce Nina sul muro; Mona, inseguita, si getta dalla finestra e viene trafitta dalla punta del recinto, ma non muore, infatti riesce ad avvertire i poliziotti di Nina e della sorella. Nina nel frattempo è stata portata sul lago dalla signora Haas per essere uccisa: viene legata ai piedi ad un peso (come fatto con Martin), ma anche lei si lega un piede e improvvisamente Nina la uccide e la getta in acqua, portandosi dietro il peso alla quale però era ugualmente legata e quindi scivola anche lei nel lago. Poi viene salvata da una sommozzatore.
Portata in ospedale, Nina ritrova Mona, che nel frattempo è sopravvissuta.

## Riconoscimenti
- 2006 - Undine Award
  - Premio del pubblico
  - Miglior debuttante a Sabrina Reiter
- 2007 - Diagonale
  - Produzione innovativa all'Allegro Film
- 2007 - Österreichischer Filmpreis